# باري إم. مكوي
باري إم. مكوي (بالإنجليزية: Barry M. McCoy)‏ هو فيزيائي وأستاذ جامعي أمريكي، ولد في 14 ديسمبر 1940 في ترنتون في الولايات المتحدة.

## الجوائز والتكريم
- جائزة داني هينمان للفيزياء الرياضية (1999).[5]